# روبرت دوغلاس (ممثل)
روبرت دوغلاس (9 نوفمبر 1909- 11 يناير 1999)، وهو ممثل سينمائي بريطاني، شارك بعدة أفلام، ومنها فيلم السجين زندا عام 1952.